# Borough de Taff-Ely
Pour les articles homonymes, voir Taff et Ely (homonymie).
Le borough de Taff-Ely (borough of Taff-Ely en anglais) est une ancienne zone de gouvernement local de deuxième niveau du pays de Galles.
Créé au 1er avril 1974 au sein du comté du Mid Glamorgan par le Local Government Act 1972, il est aboli le 31 mars 1996 en vertu du Local Government (Wales) Act 1994. Plusieurs parties de son territoire sont constitutives du comté de Cardiff et du borough de comté de Rhondda, Cynon, Taff, institués à partir du 1er avril 1996.

## Géographie
Le territoire du borough relève du comté administratif du Glamorgan. Au 1er avril 1974, il constitue, avec les districts de la Cynon Valley, de Merthyr Tydfil, de l’Ogwr, de la Rhondda et de la Rhymney Valley, le comté du Mid Glamorgan, zone de gouvernement local de premier niveau créée par le Local Government Act 1972,.
Alors que le borough admet 91 721 habitants au recensement de 1981, 92 339 résidents sont comptabilisés lors du recensement de 1991. La superficie du territoire du borough est évaluée à 41 632 acres en 1978,,.

## Toponymie
Simplement défini par un ensemble de territoires par le Local Government Act 1972, le district prend le nom officiel de Taff-Ely en vertu du Districts in Wales (Names) Order 1973, un décret en Conseil du 8 janvier 1973 pris par le secrétaire d’État pour le Pays de Galles,.
Ainsi, le borough tient son appellation du nom de la Taff et de l’Ely, deux rivières traversant le territoire.

## Histoire
Le district de Taff-Ely est érigé au 1er avril 1974 à partir des territoires suivants, :
- le district urbain de Caerphilly, pour partie (section de Taff's Well) ;
- le district urbain de Pontypridd ;
- le district rural de Cardiff, pour partie (paroisses de Llanilterne et de Pentyrch) ;
- le district rural de Cowbridge, pour partie (paroisses de Llanharan, de Llanharry, de Llanilid et de Peterson-super-Montem) ;
- le district rural de Llantrisant ;
- et le district rural de Llantwit Fardre.

Alors que les différentes zones de gouvernement local sont abolies par le Local Government Act 1972, le statut de borough est conféré au nouveau district par un décret en Conseil du 25 janvier 1974, avec une entrée en vigueur au 1er avril suivant. Dès lors, il est permis à la zone de gouvernement local de s’intituler « borough de Taff-Ely » (borough of Taff-Ely en anglais) tandis que son assemblée délibérante prend le nom de « conseil de borough de Taff-Ely » (Taff-Ely Borough Council en anglais) au sens de la section 21 du Local Government Act 1972,.
Le borough est aboli au 31 mars 1996 par le Local Government (Wales) Act 1994, son territoire relevant désormais du borough de comté de Rhondda, Cynon, Taff et du comté de Cardiff au sens de la loi.